# Вільярроя
Вільярроя (ісп. Villarroya) — муніципалітет в Іспанії, у складі автономної спільноти Ла-Ріоха. Населення — 10 осіб (2009).
Муніципалітет розташований на відстані близько 230 км на північний схід від Мадрида, 48 км на південний схід від Логроньйо.

## Демографія
Динаміка населення (INE ):

## Галерея зображень

Розташування муніципалітету